# Liste des livres de Jacques-Yves Cousteau
Cette page, qui n'est pas forcément exhaustive, présente la liste des livres écrits par Jacques-Yves Cousteau, classés par année.
| Titre                                                            | Année       | Éditeur                 | Isbn                  | Coauteur           |
| ---------------------------------------------------------------- | ----------- | ----------------------- | --------------------- | ------------------ |
| Par dix-huit mètres de fond                                      | 1942        | Éditions Durel          | (BNF 31976779)        | Philippe Tailliez  |
| Le Monde du silence                                              | 1953        | Éditions de Paris       | (BNF 32056175)        | Frédéric Dumas     |
| Le Monde du silence                                              | 1957        | Hachette                | (BNF 31976778)        | Frédéric Dumas     |
| La vie et la mort des coraux                                     | 1971        | Doubleday / Flammarion  |                       | Philippe Diolé     |
| À la recherche de l'Atlantide                                    | 1981        | Flammarion              |                       | Yves Paccalet      |
| Fortunes de mer                                                  | 1983        | Flammarion              |                       | Yves Paccalet      |
| L'Aventure de l'équipe Cousteau en bandes dessinées, 17 volumes  | 1985 à 1998 | Éditions Robert Laffont |                       | Dominique Serafini |
| Du Grand large aux Grands Lacs                                   | 1985        | Flammarion              |                       | Yves Paccalet      |
| La Planète des baleines                                          | 1986        | Éditions Robert Laffont | (ISBN 978-2221044513) | Yves Paccalet      |
| Compagnons de plongée                                            |             |                         |                       | Philippe Diolé     |
| La vie au bout du monde                                          |             |                         |                       | Yves Paccalet      |
| Le destin du Nil                                                 |             | Flammarion              |                       | Yves Paccalet      |
| Les dauphins et la liberté                                       |             |                         |                       | Philippe Diolé     |
| Les requins                                                      |             |                         |                       | Philippe Cousteau  |
| Nos amies les baleines                                           |             |                         |                       | Philippe Diolé     |
| Pieuvres                                                         |             |                         |                       | Philippe Diolé     |
| Saumons, castors et loutres                                      |             |                         |                       | Yves Paccalet      |
| Trois aventures de la Calypso (Galápagos, Titicaca, trous bleus) |             |                         |                       | Philippe Diolé     |
| Un trésor englouti                                               |             | Flammarion              |                       | Philippe Diolé     |
| La Mer blessée                                                   | 1987        | Flammarion              |                       | Yves Paccalet      |
| La Mer de Cortez                                                 | 1988        | Flammarion              |                       | Yves Paccalet      |
| Cap Horn à la Turbovoile                                         | 1989        | Flammarion              |                       | Yves Paccalet      |
| Les Grands fleuves                                               | 1989        | Robert Laffont          |                       | Yves Paccalet      |
| Les Iles du Pacifique                                            | 1990        | Flammarion              |                       | Yves Paccalet      |
| Missions Pacifique                                               | 1989        | Robert Laffont          |                       | Yves Paccalet      |
| La Grande Barrière de corail                                     | 1990        | Flammarion              |                       | Yves Paccalet      |
| L'Homme, la Pieuvre et l'Orchidée                                | 1998        | Éditions Robert Laffont | (ISBN 978-2221085233) | Susan Schiefelbein |